# Мезень (місто)

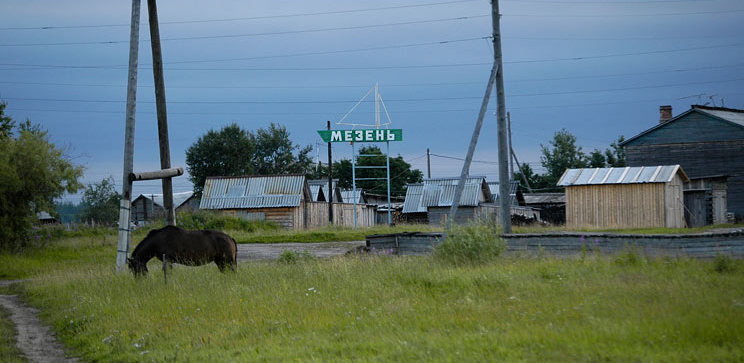
Вид на місто з боку аеропорту «Мезень»

Мезе́нь — місто (з 1780 року) на північному заході європейської частини Росії, адміністративний центр Мезенського муніципального району Архангельської області.

## Розташування і загальні дані
Місто розташоване на правому березі річки Мезень, на відстані 45 км від Білого моря і 215 км — від обласного центру міста Архангельська. 
Населення міста становить 3,8 тис. осіб (2008). Динаміка зростання міського населення має від'ємний показник — щороку з 1992 населення зменшується, максимальний показник (1992) — 5,1 тис. осіб.

## Транспорт, економіка і культура

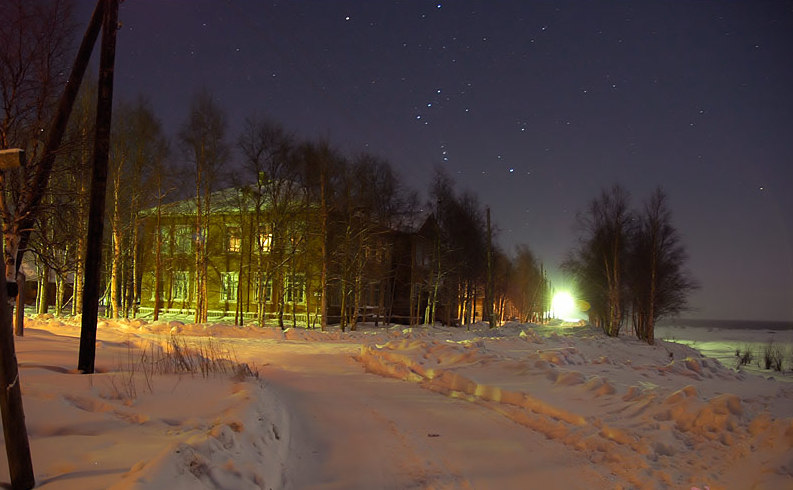
Мезенська середня школа за полярної ночі

Між Мезенню і обласним центром діє постійне повітряне сполучення, для чого використовується міський аеропорт «Мезень». Автомобільне сполучення між містами в зимовий період відсутнє. 
В місті (й у околиці) функціонують такі підприємства:
— лісопильно-деревообробний комбінат;

— морський порт, розташований на лівому березі р.Мезень на відстані 7 км від міста у поселенні Камєнка.
Мезень та район у цілому здавна відомі як осередок народних ремесел, зокрема т.зв. мезенського розпису на дереві, будування і лагодження човнів тощо. На відстані 30 км від Мезені вгору за течією річки в селі Кімжа працюють відомі майстри художнього лиття (мідяні дзвоники, хрестики тощо).
У Мезені діє простора загальноосвітня середня школа.

## Виноски
1. ↑  Дані на www.mojgorod.ru/arhangel_obl/mezenj. Архів оригіналу за 24 квітня 2008. Процитовано 16 березня 2009. Дані на www.mojgorod.ru/arhangel_obl/mezenj (рос.)